# Lynn Dickey
Clifford Lynn Dickey (Osawatomie, 19 ottobre 1949) è un ex giocatore di football americano statunitense che ha giocato nel ruolo di quarterback nella National Football League (NFL) per Houston Oilers e Green Bay Packers. Al college giocò a football alla Kansas State University.

## Carriera professionistica

### Houston Oilers
Dickey fu scelto nel corso del terzo giro (56º assoluto) del Draft NFL 1971 dagli Houston Oilers, dove giocò per quattro stagioni. Dickey disputò come titolare dieci gare per gli Oilers, vincendo due, inclusa l'unica vittoria di Houston nella stagione 1983.

### Green Bay Packers
Nel 1976 fu scambiato con i Green Bay Packers per John Hadl e li guidò ai playoff nella stagione accorciata per lo sciopero dei giocatori del 1982. I Packers vinsero nel primo turno con Lynn che completò 19 passaggi su 26 tentativi (73%) per 286 yard e 4 touchdown senza subire alcun intercetto nella netta vittoria per 41-16 triumph sui St. Louis Cardinals. Green Bay fu eliminata nel turno successivo dai Dallas Cowboys dopo che Dickey passò 274 yard con 1 touchdown e 3 intercetti nella sconfitta 37-26.
Forse l'apice della carriera di Dickey fu nel 1983 quando guidò l'attacco dei Packers a segnare l'allora record di franchigia di 429 punti. Le sue 4.458 yard passate quell'anno furono il record di franchigia finché non furono superate da Aaron Rodgers nel 2011. Inoltre guidò la NFL con 32 passaggi da touchdown, venendo inserito nella seconda formazione ideale della NFC dietro Joe Theismann. I Packers di Dickey avevano battuto i Washington Redskins di Theismann campioni in carica in precedenza in un eccitante Monday Night Football quell'anno. La gara, terminata con un punteggio di 48-47, rimane quella col punteggio più alto nella storia del MNF.
Dickey si ritirò dal football professionistico dopo la stagione 1985. Detiene ancora il primato dei Packers per la miglior percentuale di completamento in una gara con almeno venti passaggi tentati (19/21, 90,48%, contro i New Orleans Saints il 13 dicembre 1981). Il suo record di yard passate in una gara di stagione regolare, 418 nel 1980, fu superato con 480 da Matt Flynn nel 2011 e da Rogers nel 2013, sempre con 480. Infine detiene il record NFL per yard medie a passaggio in una stagione con almeno 400 tentativi, stabilito nel 1983.

## Palmarès
- All-Pro: 1

1983
- Leader della NFL in passaggi da touchdown: 1

1983
- Green Bay Packers Hall of Fame

## Statistiche
| Yard passate      | 23.322 |
| Touchdown         | 141    |
| Intercetti subiti | 179    |
| Passer rating     | 70,9   |